# Giordano di Ceccano
Giordano di Ceccano    (né en Campanie, Italie, et mort le 23 mars 1206) est un cardinal italien  du XIIe siècle et du début du  XIIIe siècle. 

## Biographie
Giordano di Ceccano est abbé de l'abbaye de Fossanova. Le pape Clément III le crée cardinal lors du consistoire du 12 mars 1188. Le cardinal di Ceccano est légat en France et en Allemagne. Il participe à l'élection de Célestin III en 1191. Le nouveau pape l’envoie en mission en France avec le cardinal Ottaviano Conti pour intervenir dans le conflit entre Jean sans Terre et l'archevêque de Rouen, mais les Normands ne  laissent pas entrer les cardinaux en Normandie. Di Ceccano participe aussi à l'élection d'Innocent III en 1198.

## Famille
Il est un parent du cardinal Giordano Pironti (1262). Autres cardinaux de la famille sont Gregorio Gaetani (1099), Teobaldo di Ceccano, O.Cist. (1275), Stefano di Ceccano, O.Cist. (1212) et   Annibaldo di Ceccano (1327). Di Ceccano est membre de l'ordre des cisterciens.